# Francesco De Gregori (partigiano)
(Arturo Zardini, Stelutis alpinis, nella versione di Francesco De Gregori)
Francesco De Gregori, nome di battaglia "Bolla" (Roma, 4 febbraio 1910 – Faedis, 7 febbraio 1945), è stato un militare e partigiano italiano ufficiale dell’Esercito, medaglia d'oro al valor militare alla memoria, partigiano democristiano (fazzoletti verdi) ucciso da un gruppo di partigiani comunisti (fazzoletti rossi) garibaldini e gappisti nell'eccidio di Porzûs.
Fu lo zio dei cantautori Francesco De Gregori e Luigi Grechi.

## Biografia
Dopo aver frequentato l'Accademia Militare di Modena, viene assegnato all'8º Reggimento Alpini. Durante la seconda guerra mondiale è attivo sul fronte occidentale e successivamente sul fronte greco-albanese dove comanda, anche se per un breve periodo, il Battaglione alpini "Val Tagliamento" in seno alla Divisione Alpina "Julia". Rimpatriato per ferita in combattimento a un ginocchio, viene promosso capitano e riceve l'incarico per un breve periodo di insegnamento nella Scuola militare di Bassano del Grappa (Vicenza) per tornare sul fronte in Albania, come addetto allo stato maggiore dell'VIII Corpo d'armata.

### La resistenza e i rapporti con le formazioni comuniste
L'8 settembre 1943, lo trova in Friuli, dove entra a far parte subito della resistenza come comandante nel Gruppo delle Brigate Est della Divisione partigiana Osoppo, prendendo il nome "Bolla".
Il 24 settembre 1944 aveva partecipato ai colloqui intercorsi tra i partigiani comunisti delle brigate Garibaldi, gli osovani e un ufficiale jugoslavo che chiedeva il passaggio delle formazioni italiane sotto il comando del IX Korpus Jugoslavo e l'annessione del Friuli Orientale (dal confine al fiume Tagliamento) alla Jugoslavia. I partigiani osovani "Bolla" e "Paolo" si dichiararono contrari, a differenza dei comunisti che, dopo un iniziale tentennamento, accettarono la proposta slava caldeggiata da Palmiro Togliatti. Le trattative continuarono l'11 ottobre con l'emissario jugoslavo Albert Jakopič, detto colonnello Kajtimir. In quella occasione, i capi garibaldini formalizzarono il passaggio sotto il Comando jugoslavo mentre gli osovani opposero un nuovo rifiuto.
1. Nel periodo più critico della ricostruzione della nostra brigata, allorquando questo Comando aveva il massimo bisogno di tranquillità per compiere il suo lavoro riorganizzativo, con azioni di disturbo attuate contro i cosacchi del presidio di Attimis (scoppio di mine sulle strade e assalto di pattuglie), reparti della XVIII brigata tendevano, adottando il sistema di sottrarsi immediatamente dopo l'attacco, a far cadere la ritorsione nemica sulle popolazioni locali e sui nostri reparti dislocati nella zona. L'evidente intenzione loro era di rendere impossibile alla nostra brigata l'ulteriore permanenza in questa località, cercando così di mandare a monte la nostra ricostruzione mal vista da essi, dato che, dopo il passaggio della "1 divisione Garibaldi" alle dirette dipendenze del IX Corpus, le nostre formazioni osovane sono rimaste ormai le uniche italiane in grado di contrapporsi alle mire nazionalistiche slovene in territorio veneto-friulano.
2. Il commissario politico della XVIII brigata slovena (un tenente regolare di Tito) parlando presso il nostro comando (dove si era tentato di dissuaderlo dal compiere una inutile azione contro un presidio di zona, date le tristi rappresaglie che ne sarebbero derivate), ci chiedeva sfacciatamente ragione del perché portassimo il tricolore, facendoci capire che, mentre egli combatteva per la patria, noi rappresentavamo invece in questa zona delle bande irregolari fuori posto.
3. Ovunque le formazioni slovene si portino, riempiono i nostri paesi, a scopo di propaganda, di loro bandiere e fanno discorsi, dando ad intendere di trovarsi in territorio già annesso definitivamente alla Jugoslavia.
4. Questo Comando è casualmente venuto in possesso di un numero del giornale Matajur, edito dalle formazioni slovene. In esso, rivolgendosi agli sloveni del Veneto, viene svolta una feroce propaganda a favore della Jugoslavia e della annessione ad essa di questo territorio. Si rivendicavano infatti, antichi diritti (risalenti nientemeno che a 1400 anni fa) sulla provincia di Udine, su Cividale, su Resia, sulle Valli del Natisone e dello Iudrio, sulla zona del Collio e su quella di Tarcento. I diritti territoriali sloveni dovrebbero estendersi addirittura fino a Pordenone. Ci si rivolge alle masse del Veneto, chiedendo la loro cooperazione per il trionfo della causa slovena in terre che viceversa sono ed intendono rimanere italiane. Questi fatti si rappresentano come aggiunta a quelli già esposti nel nostro rapporto, affinché codesto Comando ne tragga le considerazioni ed adotti i provvedimenti del caso.

Il comandante "Bolla" - Il delegato politico "Paolo".
Il 12 ottobre, gli osovani abbandonarono le trattative e, recatisi a Canebola (frazione di Faedis), inviarono al "Comando militare Triveneto" il rapporto relativo agli incontri avvenuti con gli jugoslavi.
In quel rapporto, "Bolla" denunciò le mire annessionistiche su ampie porzioni di territorio italiano (provincia di Udine compresa, che allora includeva quella di Pordenone) da parte degli Jugoslavi presenti nell'area con il IX Corpus e la sostanziale acquiescenza dei partigiani comunisti della brigata Garibaldi.
Il 22 novembre, avvenne un nuovo incontro tra gli osovani e gli ex garibaldini (ormai saldamente inquadrati nell'esercito Jugoslavo). Rappresentava gli ex-garibaldini il commissario politico Giovanni Padoan, detto "Vanni", che ribadì la necessità di far passare alle dipendenze degli jugoslavi anche delle formazioni osovane. Di questo incontro, e delle proposte di "Vanni", "Bolla" informò il "Comando 1 brigata Osoppo" il 23 novembre.
9) Propose pertanto alla nostra brigata di passare essa pure immediatamente alle dipendenze operative del IX Corpus sloveno, non essendo compatibile in questa zona l'esistenza di formazioni partigiane non dipendenti dai comandi sloveni.»
(Francesco De Gregori detto "Bolla" nel rapporto inviato il 23 novembre al Comando "1 Brigata Osoppo")
Nel gennaio 1945 si verificarono diversi incidenti ai danni di partigiani osovani. Il 16 gennaio 1945 tre di essi, dislocati a presidio di Taipana, furono sequestrati e uccisi da partigiani jugoslavi.. Al riguardo, "Bolla" informò il Comando lamentando anche l'isolamento in cui si trovava il proprio reparto:
(Francesco De Gregori detto "Bolla" nel rapporto inviato al Comando subito dopo il sequestro dei tre osovani da parte di partigiani jugoslavi)
Il 6 febbraio 1945 fu radunato un reparto di circa un centinaio di uomini con il compito di effettuare un'azione contro gli uomini della brigata Osoppo comandata da "Bolla". Gli uomini provenivano dalla 1ª brigata GAP e dalla brigata "Amor", oltre a una trentina provenienti da quelli agli ordini di Mario Toffanin detto "Giacca" che ne assunse il comando.
Il 7 febbraio 1945 iniziò l'operazione dei partigiani comunisti guidata da "Giacca". Giunti a contatto con gli osovani, ignari di ciò che stava per accadere, fu inviato presso di loro il partigiano "Dinamite" che comunicò di essere alla guida di un gruppo di sbandati intenzionati ad arruolarsi con i partigiani e a incontrare "Bolla", il quale aveva appena effettuato lo scambio di consegne con Aldo Bricco "Centina", giunto a sostituirlo al comando delle Brigate Osoppo dell'Est. Fu così inviata una staffetta ad avvertire "Bolla", ma quando questa si fu allontanata, il gruppo degli osovani, inferiore di numero, fu fatto prigioniero. La stessa sorte toccò a "Bolla" quando giunse a sua volta. Il giovane Giovanni Comin detto "Gruaro", accortosi della situazione, tentò la fuga ma fu fulminato dopo pochi passi.

### L'eccidio di Porzûs

Il casolare presso il quale fu catturata la brigata Osoppo

Catturati i restanti osovani, questi furono radunati e "Giacca" interrogò "Bolla" per farsi dire dove erano depositate tutte le armi e le munizioni. Requisite le armi, gli osovani furono portati via ad eccezione di Francesco De Gregori e di Gastone Valente detto "Enea" (commissario politico delle Brigate Giustizia e Libertà) sotto il controllo di Mario Toffanin e di alcuni garibaldini.
()
I prigionieri furono condotti al Comando garibaldino e interrogati. Il giorno seguente, gli osovani furono smistati presso i battaglioni "Ardito" e "Giotto". Tutti furono poi prelevati e uccisi tranne due che vennero risparmiati, probabilmente perché amici di alcuni gappisti, e che nel dopoguerra contribuirono con le loro testimonianze a far condannare i colpevoli dell'eccidio. Tra gli uccisi vi fu Guido Pasolini detto "Ermes", fratello dello scrittore Pier Paolo Pasolini.

## Gli avvenimenti successivi
Nel 2003, Giovanni Padoan, nome di battaglia "Vanni", l'allora comandante della brigata Garibaldi, trova il coraggio di definire l'"Eccidio di Porzûs", "... l'attacco scellerato ..." del quale "...i dirigenti si resero complici..." e ammette che la sua dichiarazione "... forse avrebbe dovuto essere letta al processo che condannò gli autori della strage".